# SCM Râmnicu Vâlcea (fotbal)
Sport Club Municipal Râmnicu Vâlcea cunoscută în mod obișnuit ca SCM Râmnicu Vâlcea sau Râmnicu Vâlcea, este o echipă românească de fotbal din Râmnicu Vâlcea, județul Vâlcea. Echipa joacă în prezent în Liga a III-a.
Echipa reprezintă secția de fotbal a clubului polisportiv SCM Râmnicu Vâlcea și a fost reînființată în vara anului 2017, după ce vechiul club CSM Râmnicu Vâlcea a fost reorganizat din cauza unor probleme financiare întâmpinate de administrația clubului.

## Istorie

Logo-ul folosit până în 2017.

### Începuturile
SCM Râmnicu Vâlcea este succesorul unui club mult mai renumit, Chimia Râmnicu Vâlcea, care a fost fondat în 1946 și dizolvat în 2004. În 2004, administrația locală înființează CSM Râmnicu Vâlcea, ca și club continuator al fotbalului, în Râmnicu Vâlcea. În primul an de existență, CSM Râmnicu Vâlcea a câștigat sezonul 2004-2005 al Ligii III, obținând astfel promovarea în Liga II, al doilea nivel al fotbalului românesc. Cele mai notabile performanțe ale echipei au fost clasările pe locul trei în sezoanele 2006–07, 2007–08 și 2013–14 din Liga II. În acești ani, au fost foarte aproape de promovarea în Liga I.

### Litigiu privind promovarea (2014)
După promovarea din Liga a III-a, echipa a evoluat în Liga a II-a timp de mulți ani. În sezonul 2013–14, echipa a încheiat pe locul trei în play-off-ul competiției. Deși locul trei nu garantează promovarea în Liga I, oficialii și suporterii argumentează că echipa de pe locul întâi, CSU Craiova, nu ar trebui să aibă dreptul de a concura în Liga I. Motivul invocat este că CSU Craiova a început competiția din Liga a II-a, iar nu din ligile județene, ceea ce ar putea fi considerat un abuz.

### Probleme financiare
În decembrie 2016, Municipiul Râmnicu Vâlcea a decis să își retragă sprijinul financiar pentru echipa de fotbal. Celălalt acționar al echipei, omul de afaceri Dan Nițu, a declarat că nu poate susține singur financiar echipa. Ca urmare, aproape toți jucătorii au ales să părăsească echipa și să semneze contracte cu alte cluburi.
În februarie 2017, Lucian Munteanu, președintele clubului, a declarat că doar echipa de seniori urmează să fie dizolvată, în timp ce echipele de tineret vor continua să activeze în propriile lor campionate. De asemenea, câțiva jucători au fost împrumutați la alte echipe.
La nivel de tineret, CSM a continuat până în vara aceluiași an și chiar a a ajuns în finala Campionatului U-17, dar a pierdut la loviturile de departajare cu Atletico Vaslui . După aceea, CSM a fost dizolvat și la nivel de tineret.

### Renașterea
În vara anului 2017, clubul a fost reînființat sub numele de SCM Râmnicu Vâlcea, o denumire aproape identică cu cea veche. Diferența constă în faptul că "SCM" reprezintă Sport Club Municipal, în loc de "CSM", care însemna Club Sportiv Municipal. De asemenea, culorile clubului au fost schimbate de la alb și albastru la roșu și albastru, iar vechii jucătorii s-au transferat de la CSM la noul club.
În vara anului 2022, echipa de seniori a fost reînființată și înscrisă în Liga a IV-a – Județul Vâlcea. Gabriel Mangalagiu a fost numit noul antrenor principal.

## Palmares
Liga a III-a
- Câștigătoare (2): 2004–05, 2023–24

Liga a IV-a – Județul Vâlcea
- Câștigătoare (1): 2022–23

Cupa României - Județul Vâlcea
- Câștigătoare (1): 2022–23

Supercupa României - Județul Vâlcea
- Câștigătoare (1): 2023

## Lotul echipei
La 15 ianuarie 2024.
| Nr. |         | Poziție | Jucător                                       |
| --- | ------- | ------- | --------------------------------------------- |
| 1   | România | P       | Răzvan Gherguș                                |
| 4   | România | F       | Mario Diaconescu                              |
| 5   | România | F       | Adrian Bărbuți (Împrumutat de la CSM Slatina) |
| 6   | România | F       | Bogdan Lăzărescu (Al treilea captain)         |
| 7   | România | M       | Claudiu Ghighilicea                           |
| 8   | România | M       | Bogdan Geantă                                 |
| 9   | România | A       | Adrian Tilioiu                                |
| 10  | România | M       | Radu Georgescu                                |
| 11  | România | A       | George Neacșu                                 |
| 12  | România | P       | Adrian Butușină                               |
| 14  | România | M       | Radu Bîrzan                                   |
| 15  | România | A       | Marian Cruceru                                |
| 16  | România | M       | Ionuț Olaru                                   |

| Nr. |         | Poziție | Jucător                            |
| --- | ------- | ------- | ---------------------------------- |
| 17  | România | M       | Leonard Săraru                     |
| 18  | România | F       | Ștefan Abănăriței                  |
| 20  | România | M       | Ovidiu Popescu (Al doilea captain) |
| 22  | România | F       | Luca Turcu                         |
| 23  | România | F       | Ionuț Săraru                       |
| 24  | România | M       | Rareș Orbișor                      |
| 25  | România | F       | Claudiu Trașcă (Captain)           |
| 26  | România | M       | Vlad Ionescu                       |
| 67  | România | M       | Ionuț Simeanu                      |
| 77  | România | F       | Marian Roșianu                     |
|     | România | M       | Florian Pârvu                      |
|     | România | P       | David Dumitru                      |
|     | România | M       | Cosmin Neagu                       |

## Oficialii clubului
| Rol             | Nume                        |
| --------------- | --------------------------- |
| Owners          | Râmnicu Vâlcea Municipality |
| President       | Marius Țuca                 |
| General Manager | Jean Turmacu                |
| Accountant      | Maria Gheoculescu           |

| Rol               | Nume               |
| ----------------- | ------------------ |
| Manager           | Gabriel Mangalagiu |
| Assistant coach   | Marius Pufu        |
| Goalkeeping coach | Dragoș Geantă      |

## Parcursul competițional
| Sezon   | Nivel | Divizie                     | Loc   | Note | Cupa României |
| ------- | ----- | --------------------------- | ----- | ---- | ------------- |
| 2024–25 | 3     | Liga a III-a (Seria a VI-a) | TBD   |      | Faza grupelor |
| 2023–24 | 3     | Liga a III-a (Seria a VI-a) | 1 (C) |      | Turul trei    |

| Sezon   | Nivel | Divizie          | Loc   | Note      | Cupa României                  |
| ------- | ----- | ---------------- | ----- | --------- | ------------------------------ |
| 2022–23 | 4     | Liga a IV-a (VL) | 1 (C) | Promovată | Câștigătoare în faza județeană |